# SiTY-tåget
SiTY-tåget (efter Simrishamn-Tomelilla-Ystad) kallades under 1980-talet tågtrafiken mellan Ystad och Simrishamn i Länstrafiken Kristianstads regi. Trafiken bedrevs med dieseldrivna Y1-motorvagnar fram till 2003 då banan elektrifierades och började trafikeras av Pågatåg. Under den sista perioden med Y1-motorvagnarna (fortfarande målade i Länstrafiken Kristianstads vit/röda färgsättning) kallades linjen Österlenaren.